# Poravacheri
Poravacheri es una ciudad censal situada en el distrito de Nagapattinam en el estado de Tamil Nadu (India). Su población es de 4422 habitantes (2011). Se encuentra a 4 km de Nagapattinam y a 80 km de Thanjavur.

## Demografía
Según el censo de 2011 la población de Poravacheri era de 4422 habitantes, de los cuales 2258 eran hombres y 2264 eran mujeres. Poravacheri tiene una tasa media de alfabetización del 89,11 %, superior a la media estatal del 80,09%: la alfabetización masculina es del 94,25%, y la alfabetización femenina del 83,75%.